# Chambre apostolique
Chargée depuis le XIe siècle de l'administration financière, la Chambre apostolique, à la tête de laquelle se trouve le cardinal camerlingue de la Sainte Église romaine, avec la collaboration du prélat vice-camerlingue et des autres prélats de la chambre, est en outre devenue au XIXe siècle un tribunal pour l'État pontifical. 
Ce service de la Curie romaine est chargé depuis le pape Pie X des biens et droits temporels du Saint-Siège, et exerce surtout ses fonctions pendant la vacance du Siège apostolique, conformément à la constitution apostolique Universi Dominici gregis relative à la vacance du Siège apostolique et à l'élection d’un nouveau pape. 

## Histoire
Bien qu'au fil du temps la Chambre apostolique et les prélats qui la formaient aient perdu la plupart de leurs prérogatives originelles, cet organisme était l'un des plus importants de la Curie romaine. Le caractère et les méthodes d'administration ont évolué à la fois parallèlement au développement économique général et à la suite d'événements internes à l'administration centrale de la Curie et aux territoires du Patrimonium Petri, c'est-à-dire les biens immobiliers et les grands domaines appartenant au Saint-Siège.
La fonction de camerarius (chambellan) a été instituée par le pape Urbain II. Depuis le milieu du XIIe siècle, le chambellan pontifical (camerarius domini papae) était un membre régulier de la Curie, chargé de la gestion financière de la cour papale. À cette époque, les revenus du trésor papal provenaient principalement de nombreux types de recensements, de droits et de tributs payés par le territoire soumis au pape, ainsi que par les églises et monastères dépendant directement de lui. Le camerlingue Cencio Savelli (futur pape Honorius III) dressa en 1192 un nouvel inventaire de toutes ces sources de revenus pontificaux, connu sous le nom de « Liber censuum Romanae Ecclesiae ». La liste précédente, datant de Gélase Ier (492–496) et de Grégoire Ier (590-604), était basée sur les listes des revenus provenant du patrimoine et des biens fonciers de l'Église romaine.
Au XIIIe siècle, la Chambre apostolique entra dans une nouvelle phase de développement. La collecte de la une dîme exceptionnelle, levée par Honorius III sur les biens du pape, des cardinaux et des évêques pour financer la Cinquième croisade, imposa de nouveaux devoirs au trésor pontifical, chargé à la fois de la collecte et de la distribution de ces contributions. De plus, au cours de ce siècle, le système de paiement en nature se transforma en système monétaire, un processus considérablement influencé par la gestion des finances papales. Les « servitia communia », l'un des impôts perçus par le pape sur les bénéfices ecclésiastiques, à chaque vacance d'un siège épiscopal ou abbatial, étaient fixées à des montants invariables. Les revenus qu'ils procuraient régulièrement à la curie étaient loin d'être négligeables. À cela s'ajoutaient les annates stricto sensu, notamment les grandes réserves universelles établies depuis Clément V et Jean XXII, les subventions extraordinaires perçues depuis la fin du XIIIe siècle, le recensement et d'autres contributions. Les fonctions de la Chambre apostolique furent ainsi constamment élargies. Pour la collecte de tous ces fonds, elle employa dès lors un grand nombre d'agents appelés collectores.
Aux XIIIe et XVIe siècles, elle acquit diverses fonctions judiciaires, non seulement en matière fiscale, mais aussi dans certaines affaires criminelles et civiles ; Urbain VI étendit sa juridiction à toutes les affaires concernant, même indirectement, les droits et intérêts de la chambre (8 septembre 1379).
Avec le temps, l'importance de ce service central des finances s'accentua. Le camerlingue était souvent cardinal, mais ce n'est une charge cardinalice que depuis le XVe siècle ; à partir de cette époque, elle eut également un substitut permanent, le vice-camerligue. Venaient ensuite les clercs de la Chambre (« clerici cameræ »), qui assistaient le camerlingue, dont le nombre varia au cours des siècles ; Eugène IV les organisa en collège et leur donna leurs premiers statuts (6 juillet 1444). Pour les fonctions relatives à la perception des revenus, à la garde du trésor et aux paiements, on trouve le trésorier (« thesaurarius ») dès le XIIIe siècle. Pour statuer sur les causes judiciaires, fut créée à la même époque la fonction juge auditeur de la Chambre, d'auditeur caméra, dont les pouvoirs furent accrus par Innocent VIII (1485) et, après une brève suppression sous Paul III, par Pie IV (1562) puis par d'autres pontifes romains.
Avec les clercs de la Chambre, le camerlingue et le vice-camerlingue contrôlaient et surveillaient les recettes et les dépenses. À leur service se trouvaient un certain nombre de fonctionnaires subalternes : notaires, scribes et messagers. Le système plus absolu de gouvernement de l'Église qui se développa après le début du XVIe siècle, ainsi que la transformation progressive de l'administration financière, modifia à bien des égards les fonctions de la Chambre apostolique. Le « Camerarius » devint l'un des plus hauts fonctionnaires du gouvernement des États pontificaux jusqu'au début du XIXe siècle, lorsque de nouvelles méthodes d'administration nécessitèrent la présence d'autres fonctionnaires.
En 1870, ce qui restait des États pontificaux fut annexé au Royaume d'Italie et cessa d'exister, remplacé par la minuscule État de la Cité du Vatican : la Chambre apostolique cessa presque entièrement d'exercer une influence pratique sur l'administration pontificale et les revenus du trésor pontifical provenant principalement du Denier de Saint-Pierre et d'autres dons des fidèles, la Chambre perdit son importance pratique en tant qu'organe de gestion des finances, le Denier de Saint-Pierre étant géré par une commission spéciale. Hors la vacance du Siège romain, les fonctionnaires qui constituent depuis lors la Chambre apostolique — le cardinal-camerlingue, le vice-camerlingue, l’auditeur, l’économe général (fonction inoccupée depuis 1870) et sept clercs camériers – occupent en réalité des charges quasi honorifiques.

## Fonctions

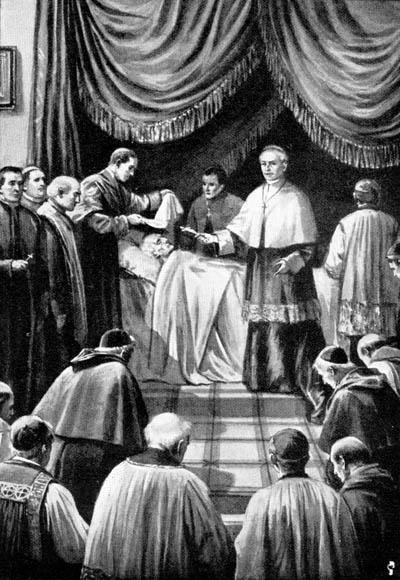
Le cardinal camerlingue constatant le décès du pape.

Les prélats clercs et le secrétaire et chancelier de la Chambre apostolique assistent à la constatation officielle par le camerlingue du décès du pape, le secrétaire et chancelier rédigeant l'acte de décès authentique. 
Après l'inhumation du pape, un délégué du cardinal camerlingue rédige un procès-verbal de cette inhumation, en présence des membres de la Chambre apostolique.
Il revient ensuite au camerlingue, pendant la vacance du Siège romain, de veiller à l'administration des biens et des droits temporels du Saint-Siège, avec l'aide des trois cardinaux assistants, après avoir obtenu, une fois pour les questions moins importantes et chaque fois pour les plus graves, le vote du Collège des Cardinaux.
Le camerlingue ou son délégué a notamment le droit et le devoir de demander à toutes les administrations dépendant du Saint-Siège les rapports sur leur situation patrimoniale et économique et les informations sur les affaires extraordinaires en cours, et d'autre part d'obtenir de la préfecture pour les affaires économiques le bilan général des dépenses de l'année précédente et le budget prévisionnel de l'année suivante. Ces rapports sont soumis au Collège des cardinaux.

## Héraldique
| Blason | Blasonnement : D'azur, à l’ombrelle à goussets de gueules et d'or, au volant échiqueté de même, sommée d'un globe crucifère d’or, la tige chargée de deux clefs en sautoir avec les pannetons tournés vers l'extérieur et vers le haut, l'une d’argent et l'autre d’or, cordées de gueules, le tout accompagné en chef d'une lettre R à dextre et d'une lettre C à senestre et, en pointe, d'une lettre A, les trois d'or. Commentaires : On peut voir les armoiries de la Révérende chambre apostolique appendues aux murs en différents endroits de Rome, notamment sur la façade du palais de la Manufacture pontificale des tabacs. |